# When We Stand Together
When We Stand Together is een nummer van de Canadese rockband Nickelback uit 2011. Het is de eerste single van hun zevende studioalbum Here and Now.
Het nummer werd in veel landen een bescheiden hitje. Het haalde de 10e positie in Nickelbacks thuisland Canada. In de Amerikaanse Billboard Hot 100 kwam het tot nummer 44. In de Nederlandse Top 40 wist het de 12e positie te behalen, maar in Vlaanderen haalde het nummer de 34e positie in de Tipparade.